# Bernardo Bandini Baroncelli
Bernardo Bandini Baroncelli (* 15. Januar 1420 in Florenz; † 29. Dezember 1479 ebenda) war ein italienischer Bankier und Attentäter.

## Leben
Bandini wirkte in Florenz als Bankier in Diensten der toskanischen Adelsfamilie Pazzi. Als Gefolgsmann der Pazzi beteiligte er sich im Jahr 1478 an der sogenannten Pazzi-Verschwörung. Die Verschwörung verfolgte das Ziel, die Macht der Familie Medici in Florenz zu brechen. Ein Messerattentat in der Kathedrale von Florenz am Ostersonntag, dem 26. April 1478, führte zum Tod des Giuliano de’ Medici. Die eigentliche Zielperson des Attentats, der Stadtherr von Florenz Lorenzo il Magnifico („Lorenzo der Prächtige“), konnte jedoch verletzt entkommen. Der Staatsstreich scheiterte.
Vermutlich war Bandini der Mörder Giulianos. Während die weiteren Mitglieder der Verschwörergruppe an den folgenden Tagen getötet wurden, gelang Bandini zunächst die Flucht bis Konstantinopel. Im Frühjahr 1479 ließ ihn Sultan Mehmed II. (1432–1481) verhaften und Ende des Jahres 1479 erreichte Lorenzo durch Verhandlungen mit der Hohen Pforte seine Auslieferung.
Bandini wurde nach Florenz zurückgeführt, am 28. Dezember 1479 zum Tode verurteilt und am folgenden Tag im Palazzo del Bargello durch den Strang hingerichtet.

## Die Skizze des Leonardo da Vinci
Der Renaissancekünstler Leonardo da Vinci (1452–1519) fertigte von der zur Schau gestellten Leiche des gehenkten Bernardo Bandini Baroncelli eine Skizze auf einem Blatt seiner Notizbücher an.
Die Federzeichnung zeigt den Körper des Hingerichteten in orientalischer Kleidung mit sorgfältig gezeichnetem Faltenwurf. Dasselbe Blatt zeigt eine separate Studie des Kopfes und Leonardos detaillierte Notizen zur Ausführung der Kleider und ihrer Farben in der von ihm häufig eingesetzten Spiegelschrift.
Heute befindet sich die Grafik als Einzelblatt im Format von 19,2 cm × 7,3 cm in der Sammlung des Musée Bonnat-Helleu in Bayonne, Frankreich.